# Jean-Claude Bertrand
Pour les articles homonymes, voir Jean-Claude Bertrand (peintre) et Bertrand.
Jean-Claude Bertrand, né le 5 août 1954, est un joueur de badminton français.
Il a essentiellement remporté huit titres nationaux séniors dans la catégorie du double mixte, avec deux partenaires différentes.
En 1983, il a obtenu les trois titres nationaux séniors.

## Palmarès
| Saison    | Titre                 | Discipline    | N° | Nom(s)                                     |
| --------- | --------------------- | ------------- | -- | ------------------------------------------ |
| 1977/1978 | Championnat de France | Double mixte  | 1  | Jean-Claude Bertrand / Anne Méniane        |
| 1978/1979 | Championnat de France | Double mixte  | 1  | Jean-Claude Bertrand / Anne Méniane        |
| 1980/1981 | Championnat de France | Simple hommes | 1  | Jean-Claude Bertrand                       |
| 1981/1982 | Championnat de France | Double mixte  | 1  | Jean-Claude Bertrand / Catherine Lechalupé |
| 1982/1983 | Championnat de France | Double mixte  | 1  | Jean-Claude Bertrand / Catherine Lechalupé |
| 1982/1983 | Championnat de France | Simple hommes | 1  | Jean-Claude Bertrand                       |
| 1982/1983 | Championnat de France | Double hommes | 1  | Jean-Claude Bertrand / Quan Tong Lam       |
| 1983/1984 | Championnat de France | Double mixte  | 1  | Jean-Claude Bertrand / Anne Méniane        |
| 1984/1985 | Championnat de France | Double mixte  | 1  | Jean-Claude Bertrand / Anne Méniane        |
| 1985/1986 | Championnat de France | Double mixte  | 1  | Jean-Claude Bertrand / Anne Méniane        |
| 1985/1986 | Championnat de France | Double hommes | 1  | Jean-Claude Bertrand / Kiet Truong         |
| 1987/1988 | Championnat de France | Double mixte  | 1  | Jean-Claude Bertrand / Anne Méniane        |